# مغوض (القبيطة)

تعديل مصدري - تعديل

مغوض هي إحدى قرى عزلة كرش بمديرية القبيطة التابعة لمحافظة لحج، بلغ تعداد سكانها 124 نسمة حسب تعداد اليمن لعام 2004.